# Fischmarkt (Köln)

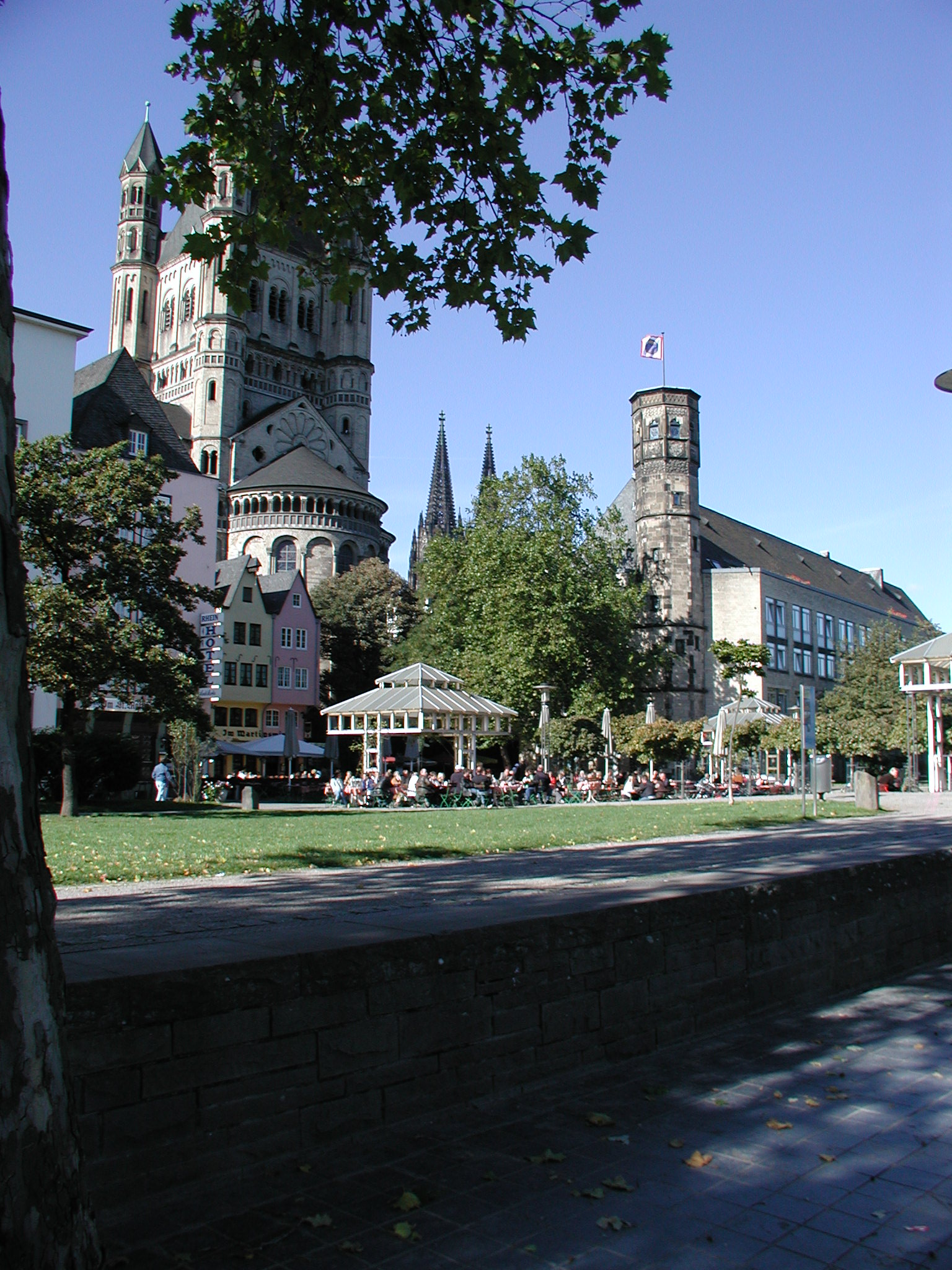
Blick über den Fischmarkt auf Groß St. Martin (2004)

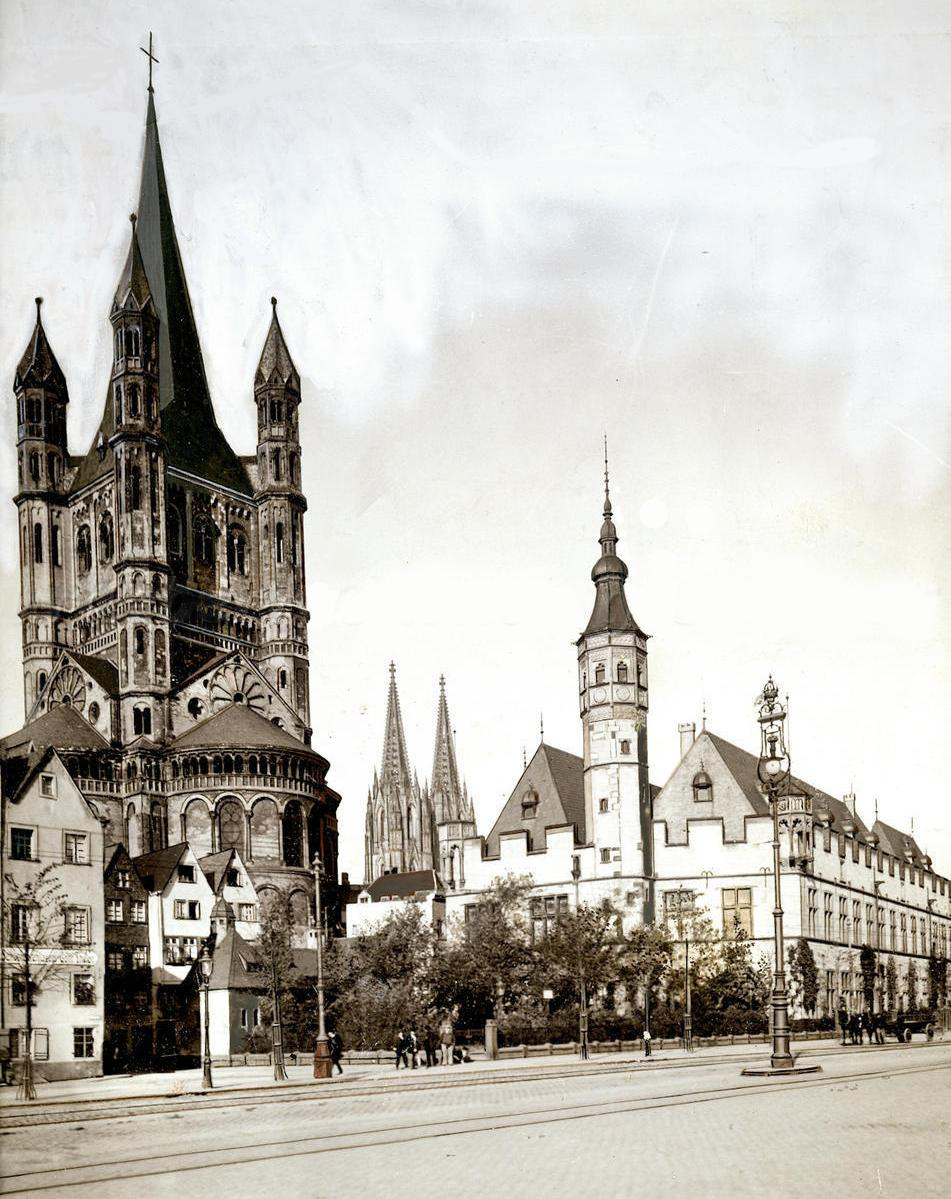
Groß St. Martin und Stapelhaus am Kölner Fischmarkt, Photochromdruck um 1900

Der Fischmarkt in Köln liegt zwischen dem Anfang des Buttermarktes in Höhe der unteren Lintgasse und dem Ende der Mauthgasse in der historischen Altstadt. In unmittelbarer Nähe liegt die romanische Kirche Groß St. Martin.

## Geschichte des Fischmarktes

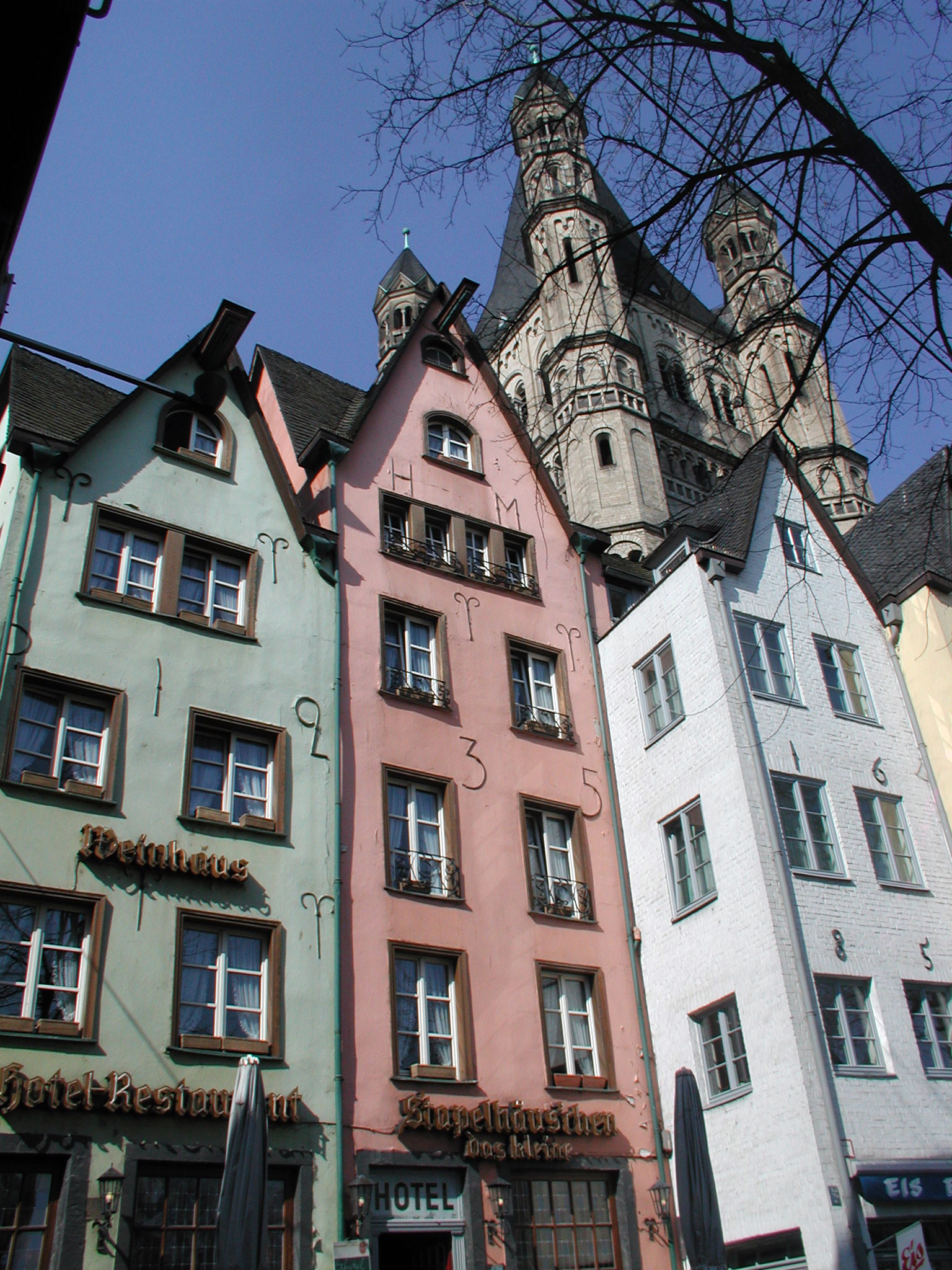
Das Stapelhäuschen am Fischmarkt

Eine erste Bebauung am Fischmarkt zwischen Lintgasse und Mühlengasse geht auf das Jahr 1100 zurück. Bei diesen Gebäuden handelt es sich wahrscheinlich um Häuser, welche auf dem Gelände einer damaligen Benediktinerabtei, dem Stift Groß St. Martin errichtet wurden.
Ein wahrscheinlich schon frühmittelalterlicher Fischhandel mit offenem Verkauf aus sogenannten „Karen“ (Fischkästen) zog sich auch wegen der Lagerung dieser Kästen in der Altstadt entlang des Rheinufers hin. Ehemals stand der Fischmarkt durch die untere Lintgasse mit dem damaligen Hauptmarkt, dem Alter Markt, in Verbindung.
Im Zusammenhang mit diesem Handel fand der Fischmarkt als Ortsbezeichnung seine früheste urkundliche Erwähnung im 12. Jahrhundert; man nannte ihn lateinisch „forum piscium“ (Fischmarkt).

### Der Markt etabliert sich

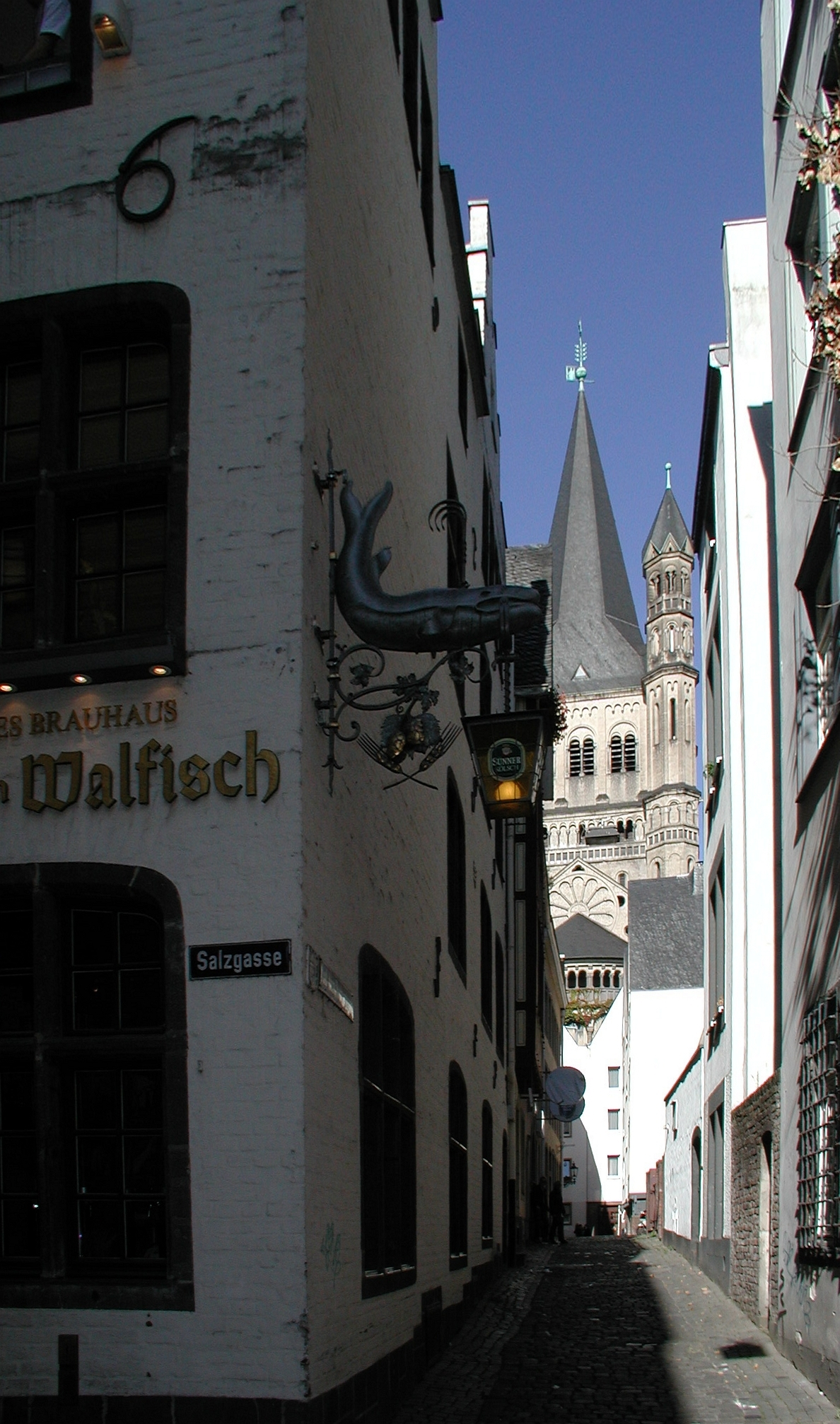
Blick von der Salzgasse zu Groß St. Martin (2007)

Seit dem 13. Jahrhundert nimmt der Fischmarkt das Gelände zwischen dem Chor der Kirche Groß St. Martin und der neuen mittelalterlichen Stadtmauer am Rheinufer ein. Jetzt verwendet man für ihn den Namen „upme Vischmarte“ und im 15. Jahrhundert heißt er „up dem Vyschmarte“.
Durch das im Jahre 1259 erhaltene Stapelrecht wurde der sich entwickelnde Kölner Fischhandel gefördert, die auf dem Rhein transportierten Güter, also auch der zumeist aus Holland stammende Fisch, mussten drei Tage lang den Kölner Bürgern zum Verkauf angeboten werden.
Vorrangig wurde hier der Handel mit frischem sogenanntem „grünen“ Fisch betrieben. In der Lintgasse fand  der Kleinhandel mit Heringen und Lachs vom Rauch statt, und an der Nordseite des Heumarktes bot man der Kundschaft neben Bücklingen Salzfische an. Am Brunnen des Alter Marktes, dem „Pütz“, wurden frischer Fluss- und Rheinfisch feilgeboten.

### Feschmenger un Feschwiever

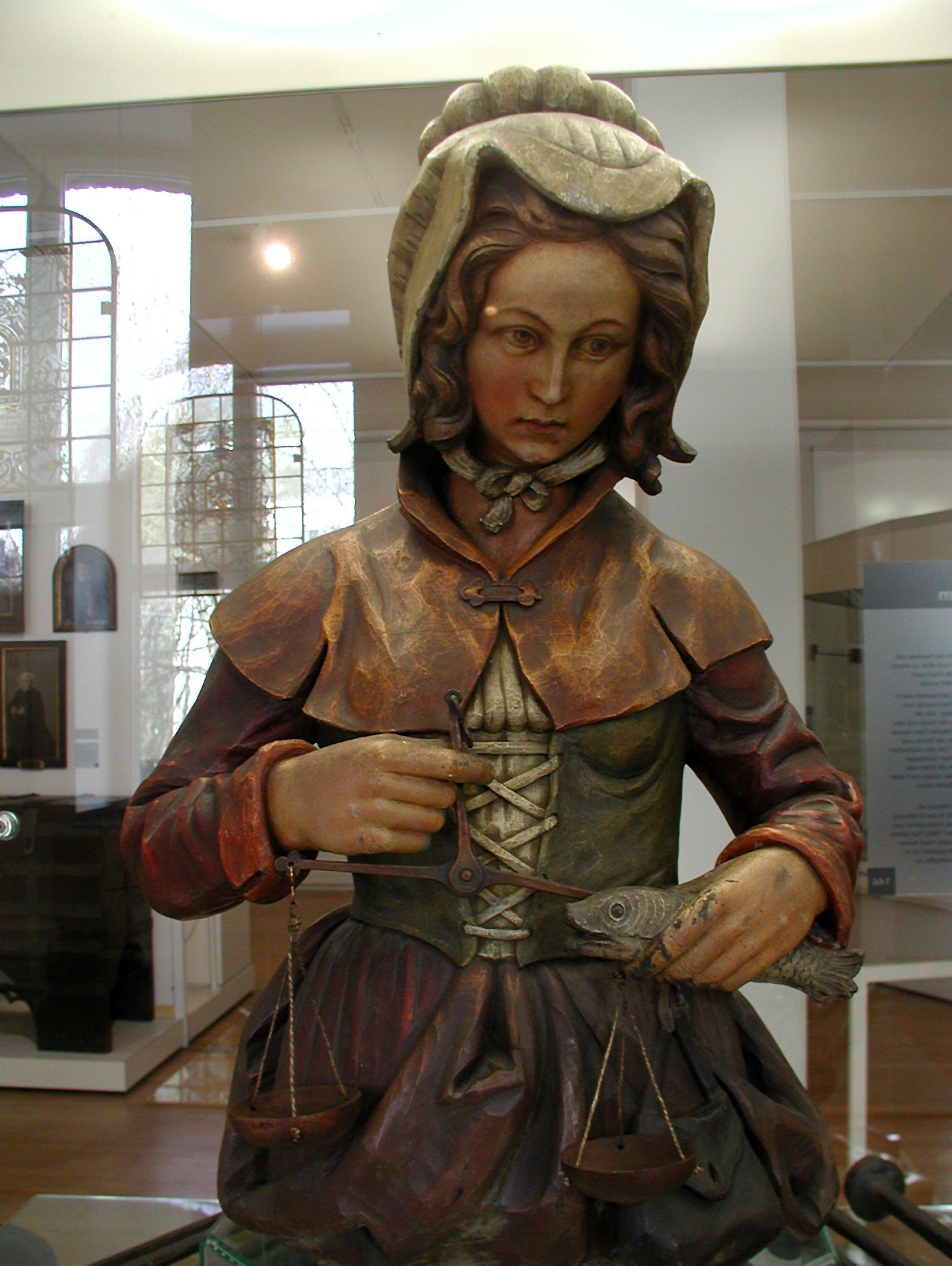
Feschwiev, Darstellung einer Marktfrau des 15. Jahrhunderts (Zeughaus) (2008)

Die Verkaufsstände an den jeweiligen Örtlichkeiten des heutigen Altstadtviertels waren an Zwischenhändler, die Feschmenger, verpachtet. In der Regel fand die Auslage und der Verkauf an aufgestellten Bänken statt, wie zum Beispiel die Salmenbänke an der Südseite des Fischmarktes, an denen frischer oder gesalzener Salm geschnitten und verkauft wurde. Kleinere Fische, sowie  Weiherfische oder Krebse, wurden in Stückzahl oftmals von Frauen, den „Feschwievern“, vertrieben.
Die hohe Anzahl dieser Fischstände erklärt sich, wie auch in unserer Zeit, aus Angebot und Nachfrage, immerhin lebten um die Mitte des 15. Jahrhunderts etwa  40.000  Bürger in der Stadt Köln. Diese Art des Handels  und des Verkaufes am Fischmarkt hielt über die gesamte Zeit des reichsstädtischen Köln an.

### Marché aux Poissons

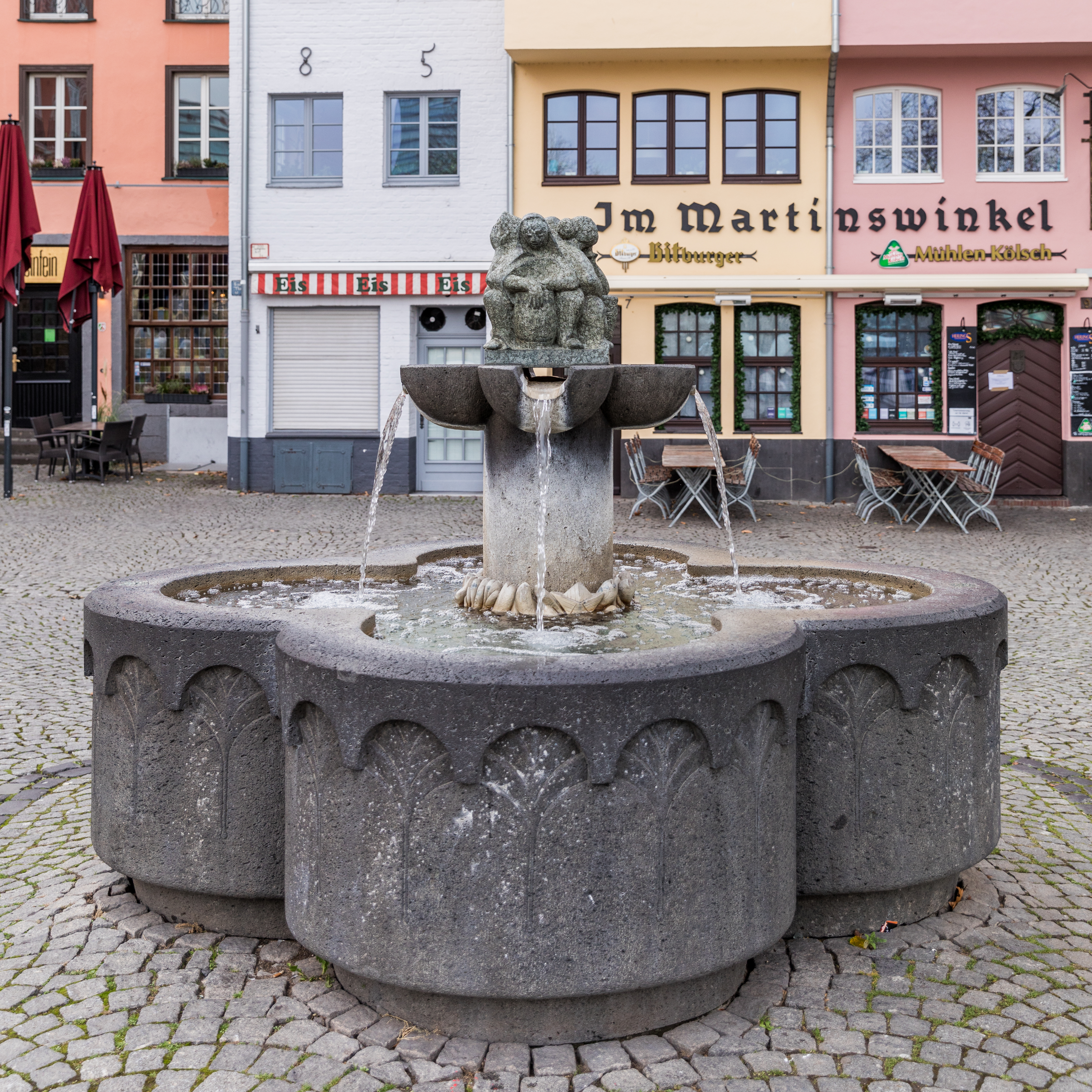
Brunnen der Fischweiber des Bildhauers Rainer Walk (2021)

Erst Anfang des 19. Jahrhunderts erhielt der Fischmarkt in der Zeit der französischen Herrschaft für kurze Zeit den Namen „Marché aux Poissons“. Mit der Mitte des 19. Jahrhunderts wandelte sich auch der traditionelle Fischverkauf auf offener Straße, man ging mehr und mehr dazu über, den Verkauf der Ware Fisch in Ladengeschäften vorzunehmen.

## Der heutige Fischmarkt
Die Altstadt und mit ihr der Fischmarkt wurden im letzten Weltkrieg zu 90 % zerstört, so auch die bekannte Kirche Groß St. Martin. Engagierten Stadtvätern und den Stadtkonservatoren der Nachkriegsjahre ist es zu verdanken, dass viele der schmalen, spitzgiebeligen Häuser im historischen Stil wieder aufgebaut wurden.
Zu den wenigen nur mittelschwer beschädigten Bauwerken gehört das „Stapelhäuschen“ am Fischmarkt. Im Mai 2024 wurde bekannt, dass die historische Bausubstanz der beiden linken der fünf spitzgiebeligen „Stapelhäuschen“ unrettbar geschädigt sei. Inzwischen (September 2024) wurden beide abgerissen. Nach Aussage der zuständigen Behörden gebe es nur grobe Vorgaben zum Wiederaufbau, der Sache der Eigentümer sei; die Wiederherstellung der Fachwerkstruktur werde demnach nicht erwartet.

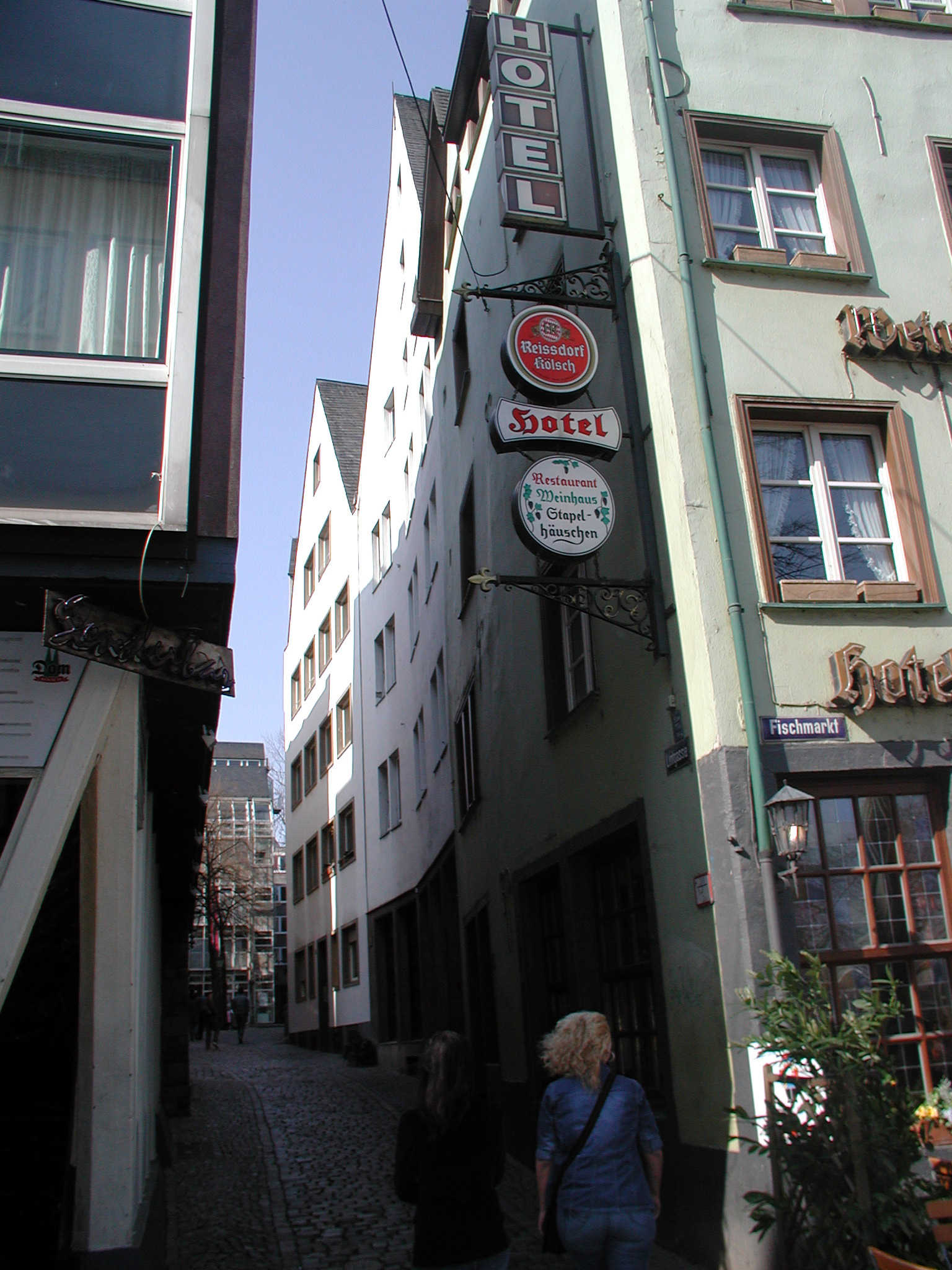
Blick in die Lintgasse
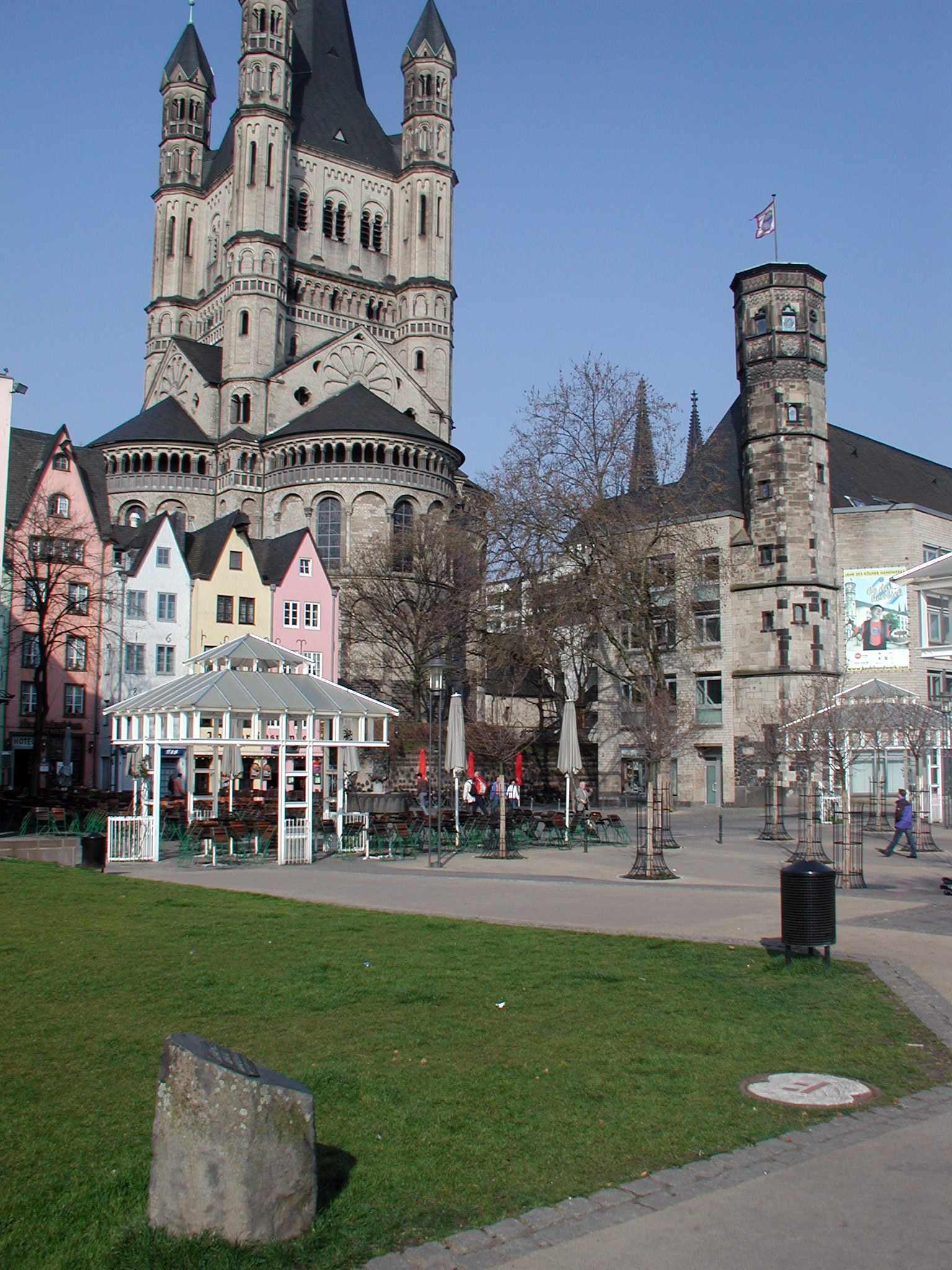
Am Stapelhaus
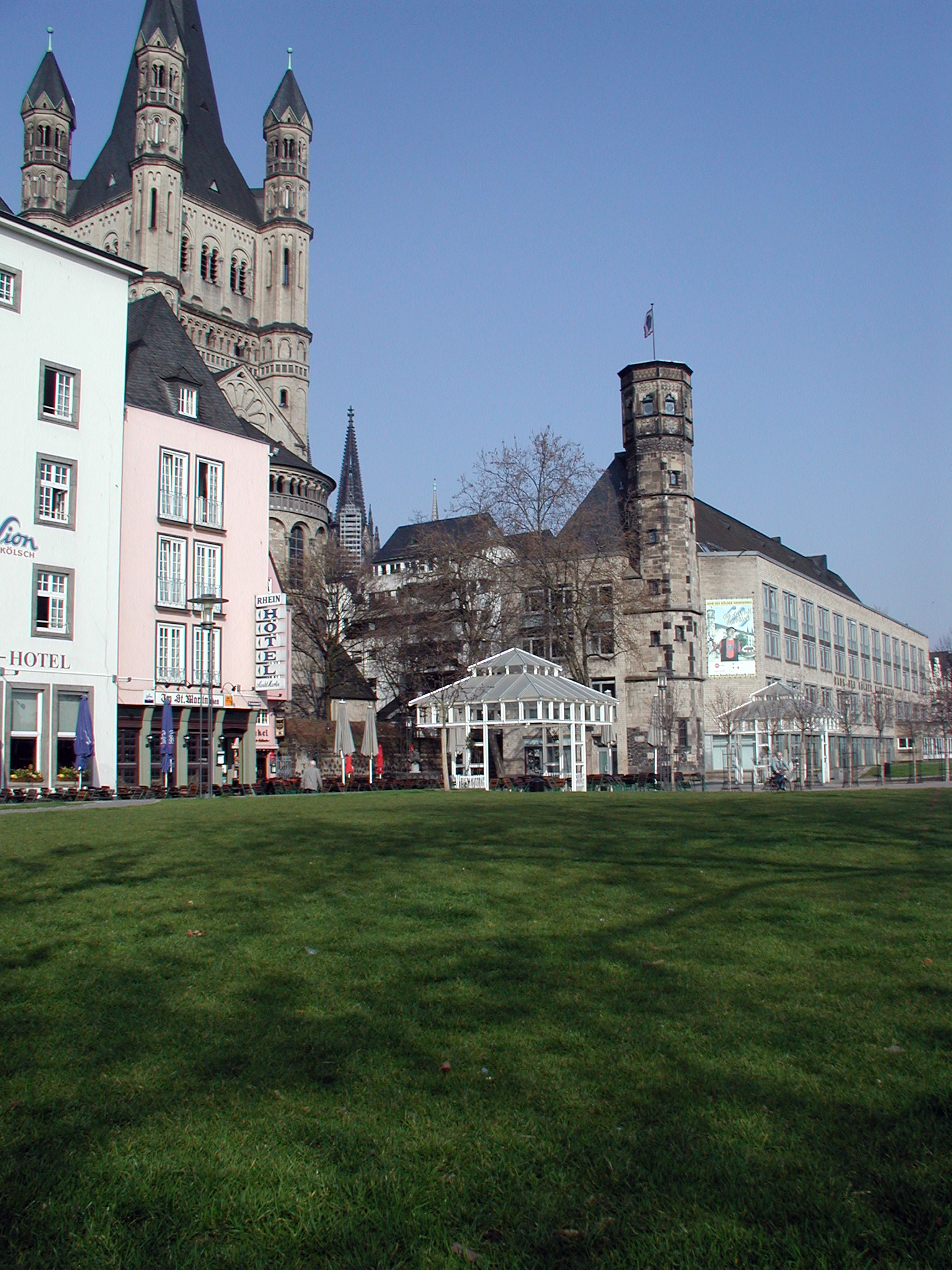
Rheinpromenade
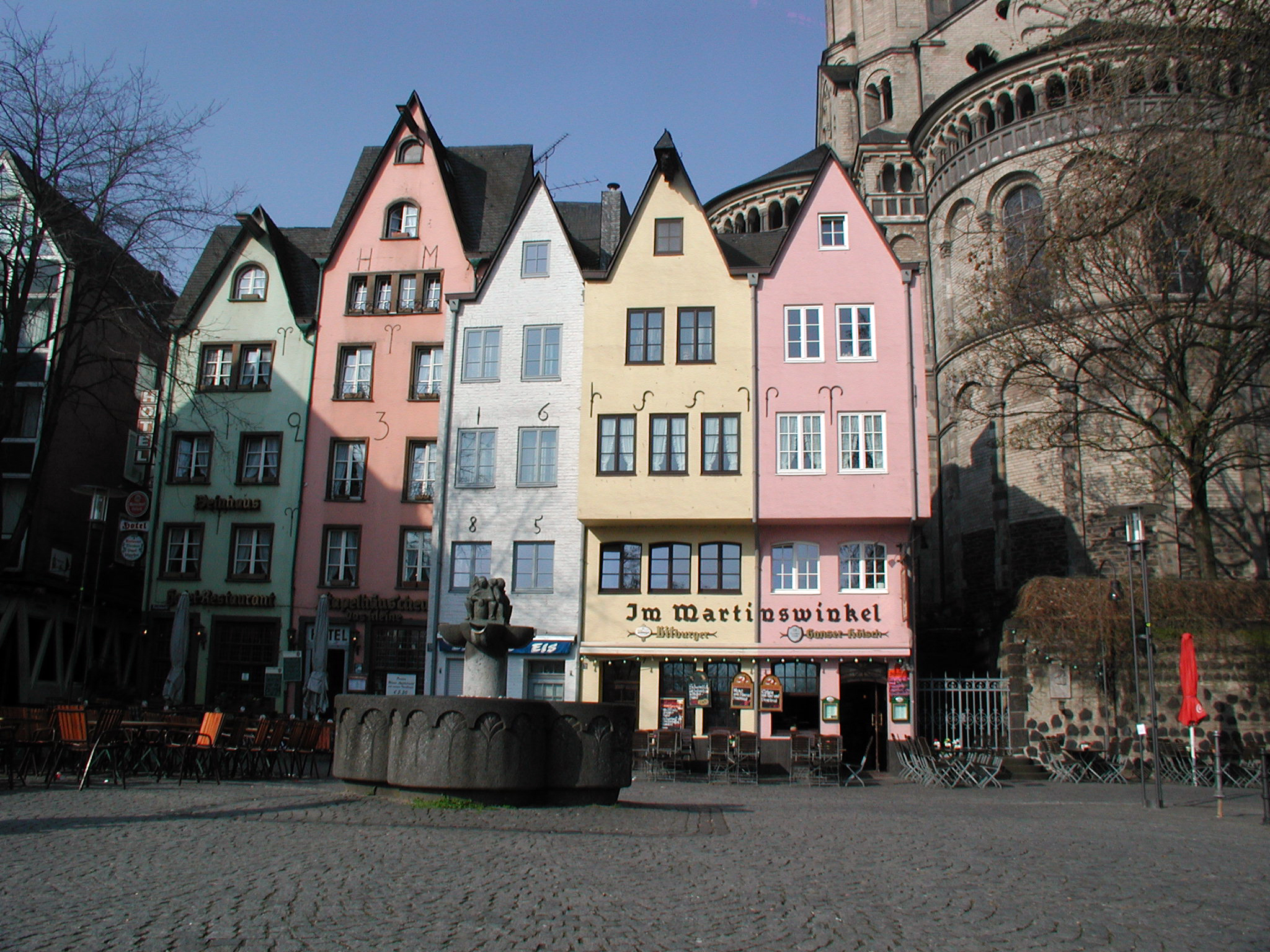
Fischmarkt mit Brunnen

Die unbefriedigende Situation des zwischen Altstadt und dem Rheinufer mit hoher Intensität vorbeifließenden Verkehrs wurde Ende der 1970er Jahre in „Angriff“ genommen und durch die Schaffung des Rheinufertunnels nach mehr als dreijähriger Bauzeit gelöst. Am 5. November 1982 wurde die neue unterirdische Straßenführung in Betrieb genommen. So entstand zwischen Deutzer Brücke und Hohenzollernbrücke ein „Rheingarten“, der die Altstadt mit der Rheinuferpromenade verbindet.
Durch die neu gewonnene Fläche profitieren heute sämtliche historischen Sträßchen und Plätze des Viertels, nicht nur der Fischmarkt. Alle Beteiligten, die Gastronomie mit ihren zusätzlichen Aufstellmöglichkeiten für Tische und Pavillons und so besseren Umsätzen, sowie die Besucher, die  sich über neues „Ambiente“ des Viertels freuen, und der Kämmerer der Stadt Köln, der von den gestiegenen Besucherzahlen höhere Steuereinnahmen verbuchen kann, haben Vorteile.